# 1756 Giacobini
1756 Giacobini este un asteroid din centura principală, descoperit pe 24 decembrie 1937, de André Patry.